# Dallas Tornado 1967
Questa pagina raccoglie i dati riguardanti il Dallas Tornado nelle competizioni ufficiali della stagione 1967.

## Stagione
Nell'estate 1967 il club scozzese del Dundee Utd disputò il campionato nordamericano organizzato dalla United Soccer Association: accadde infatti che tale campionato fu disputato da formazioni europee e sudamericane per conto delle franchigie ufficialmente iscritte al campionato, che per ragioni di tempo non avevano potuto allestire le proprie squadre. Il Dundee rappresentò il Dallas Tornado, che concluse la Western Division, con 3 vittorie, 3 pareggi e 6 sconfitte, al sesto ed ultimo posto. La finale vide i Washington Whips, rappresentati dall'Aberdeen, cedere ai Los Angeles Wolves, rappresentati dai Wolverhampton.

## Organigramma societario
Area direttiva
- Presidente: Lamar Hunt

Area tecnica
- Allenatore: Jerry Kerr

## Rosa
| N.   |                     | Ruolo | Calciatore       |
| ---- | ------------------- | ----- | ---------------- |
| 1    | Scozia (bandiera)   | P     | Sandy Davie      |
| 2    | Scozia (bandiera)   | D     | Tommy Millar     |
| 3    | Scozia (bandiera)   | D     | Jim Cameron      |
| 3/4  | Scozia (bandiera)   | C     | Tommy Neilson    |
| 5    | Scozia (bandiera)   | D     | Doug Smith       |
| 5/8  | Scozia (bandiera)   | A     | Dennis Gillespie |
| 6/7  | Scozia (bandiera)   | D     | Jim Moore        |
| 6/12 | Scozia (bandiera)   | D     | Walter Smith     |
| 7/8  | Norvegia (bandiera) | A     | Finn Seemann     |

| N.    |                      | Ruolo | Calciatore    |
| ----- | -------------------- | ----- | ------------- |
| 9     | Scozia (bandiera)    | A     | Billy Hainey  |
| 10    | Scozia (bandiera)    | A     | Jackie Graham |
| 10/13 | Danimarca (bandiera) | D     | Mogens Berg   |
| 11    | Scozia (bandiera)    | C     | Gerry Hernon  |
| 14    | Danimarca (bandiera) | A     | Finn Døssing  |
| 15    | Scozia (bandiera)    | A     | Ian Scott     |
| 16    | Scozia (bandiera)    | P     | Don Mackay    |
|       | Scozia (bandiera)    | D     | Jimmy Briggs  |